# Яркова
Яркова (тат. Яркәү) — деревня в Вагайском районе Тюменской области, входит в состав Бегишевского сельского поселения.

## География
Деревня находится на берегу рек Иртыш и Ярковская.

### Часовой пояс
Деревня Яркова, как и вся Тюменская область, находится в часовой зоне МСК+2. Смещение применяемого времени относительно UTC составляет +5:00.

## Население
| 2010 |
| ---- |
| 58   |

## Улицы
- ул. Гафиятуллина,
- пер. Дружный,
- ул. Мира,
- ул. Народная.